# 山久保 (さいたま市)
山久保（やまくぼ）は、埼玉県さいたま市桜区の町丁および大字。現行行政地名は山久保一丁目・山久保二丁目および大字山久保。町丁は住居表示実施地区。郵便番号は338-0821。

## 地理
さいたま市桜区東部の大宮台地（与野支台）上に位置する。北側から東側にかけてを中央区鈴谷、南側を中島、西側を栄和や中央区上峰と接する。また、荒川堤外地（河川敷）の秋ヶ瀬公園中央部付近に飛び地として大字山久保があり、主に農地として利用されている。地内は飛地を除いた全域が市街化区域で、準工業地域に指定されている。埼京線南与野駅にも近く、宅地化が進むが、山久保1 - 6号生産緑地地区として主に田などの農地も残されている。地区の西端を国道17号新大宮バイパスや、その上部を首都高速埼玉大宮線が南北に通り、また一丁目と二丁目の境となっている国道463号は、浦和市街に抜ける大通りとして交通量が多い。

## 歴史
もとは江戸期より存在した武蔵国足立郡与野領に属する山窪村であった。平野原に持添新田の飛地を領していた。村高は正保年間の『武蔵田園簿』では24石（田9石、畑14石）、『元禄郷帳』では25石、『天保郷帳』では31石。化政期の戸数は6軒で、村の規模はおよそ東西2町南北1町余であった。
- 発足当初は幕府領、正保年間（1645年〜1648年）頃に知行は旗本水野氏となるが、その後は再び幕府領となる[7]。なお、検地は1690年（元禄3年）・1731年（享保16年）・1744年（延享元年）に実施[7]。
- 幕末時点では足立郡山久保村であった。明治初年の『旧高旧領取調帳』の記載によると、代官大竹左馬太郎支配所が管轄する幕府領であった[9]。
- 1868年（慶応4年）6月19日 - 武蔵知県事・山田政則（忍藩士）の管轄となる。
- 1869年（明治2年） 
  - 1月13日 - 武蔵知県事・宮原忠英の管轄区域に大宮県を設置、同県の管轄となる。県庁は東京府馬喰町に置かれる。
  - 9月29日 - 県庁が浦和に置かれ浦和県に改称。
- 1871年（明治4年）11月13日 - 第1次府県統合により埼玉県の管轄となる。
- 1879年（明治12年）3月17日 - 郡区町村編制法により成立した北足立郡に属す。郡役所は浦和宿に設置。
- 1889年（明治22年）4月1日 - 町村制施行に伴い、北足立郡与野領町谷、南元宿、西堀、関、鹿手袋、田島、新開、道場、栄和、中島、山窪の十一村が合併し、土合村が成立[10][11]。土合村の大字山久保となる[7]。
- 1955年（昭和30年）1月1日 - 北足立郡土合村が大久保村とともに浦和市へ編入[12]。浦和市の大字となる。
- 1986年（昭和61年）8月1日 - 住居表示実施により、大字山久保・大字栄和・大字中島の各一部から山久保一丁目・二丁目が成立[13]。残部となる大字山久保は存続。
- 2001年（平成13年）5月1日 - 浦和市・大宮市・与野市が合併し、さいたま市が発足。同市の町丁および大字となる。
- 2003年（平成15年）4月1日 - さいたま市が政令指定都市に移行し、同市桜区の町丁および大字となる。

### 存在していた小字
- 坊敷[14]
- 大道本村
- 櫃沼
- 平野原

## 世帯数と人口
2017年（平成29年）9月1日時点の世帯数と人口は、以下のとおりである。
| 丁目         | 世帯数  | 人口    |
| ------------ | ------- | ------- |
| 山久保一丁目 | 412世帯 | 842人   |
| 山久保二丁目 | 483世帯 | 1,137人 |
| 計           | 895世帯 | 1,979人 |

## 小・中学校の学区
市立小・中学校に通う場合、学区（校区）は以下のとおりとなる。
| 丁目         | 区域 | 小学校                 | 中学校                 |
| ------------ | ---- | ---------------------- | ---------------------- |
| 山久保一丁目 | 全域 | さいたま市立中島小学校 | さいたま市立土合中学校 |
| 山久保二丁目 | 全域 | さいたま市立中島小学校 | さいたま市立土合中学校 |

## 交通

### 鉄道
地内に鉄道路線は通っていない。東日本旅客鉄道（JR東日本）埼京線の南与野駅が徒歩圏内にある。

### 道路
- 首都高速道路埼玉大宮線
  - 浦和北出入口
- 国道17号（新大宮バイパス）
- 国道463号（埼大通り） - 旧主要地王道浦和所沢線[6]

### バス
北浦和駅西口や南与野駅西口方面からの路線バスが運行されている。さいたま市コミュニティバスは山久保方面へは運行されない。
国際興業バス西浦和営業所・西武バス大宮営業所
地区内は「山久保」停留所が設置されている。

## 施設
- 北辰商事（商標：ロヂャース）本社
- 山久保墓地会館
- 山久保二丁目公園
- 山久保自然緑地
- 秋ヶ瀬公園（一部） - 飛地に所在
- 土合第二横堤（荒川横堤） - 一部が飛地に所在

## 史跡
- 山久保遺跡 - 縄文時代早期の遺跡[6]。土器などが出土し、古墳時代の住居跡なども発見された。